# 昭和会展
昭和会展（しょうわかいてん）とは洋画家・日本画家・彫刻家の展覧会。1966年（昭和41年）度の第1回展に始まり、2015年（平成27年）度には第50回展が開催された歴史を誇る推薦公募制のコンクールである。

## 概要
日動画廊が主催。賞はグランプリに当たる昭和会賞、その他に東京海上日動賞、日動美術財団賞（第44回展で終了）、松村謙三賞（第43回の2008年度に松村賞、翌年から同賞となる。第50回展で終了）、優秀賞、彫刻賞などがある。出品資格は、およそ50歳以下の若手作家を対象としていた。その後2009年度の第44回展から、一気に年齢制限を下げ、絵画は35歳以下、彫刻は40歳以下となっていたが、2015年度の第50回展から絵画は40歳以下と改められた。優れた洋画家・日本画家・彫刻家の発掘・育成を目指しており、かつての安井賞展とならんで新進気鋭の美術家の登竜門と呼ばれている。展覧会前年の8月に選考委員会が行われ、招待作家が選出される。招待作家は翌年1月の展覧会までに規定のサイズの新作を制作して発表する。シード制度があり、シード作家に選ばれると8月の選考委員会を経ずして翌年の展覧会に出品できる権利が得られる。
2016年度の第51回展からは、選考方法（洋画家が推薦委員となるが、審査員として参加しない）・賞・審査および展覧会の時期などが改変されている。